# الدولعي
الدولعي إحدى المناطق الواقعة شمال بغداد عاصمة العراق، ويحدها من الشمال منطقة الشعلة ومن الجنوب منطقة الحرية ومن الشرق الكاظمية ومن الغرب الغزالية. تأسست المنطقة في أواخر الستينيات من القرن العشرين، تحديدًا ما بين (1965-1969) من قبل عائلة بيت الدولعي الذين يقال أنهم ملكوا الأرض من العهد الملكي وقاموا ببيع الأراضي عن طريق الدولة.[بحاجة لمصدر] شهدت المنطقة تطورًا عمرانيًا في نهاية السبعينيات (1977-1980) حيث قامت شركة ميدماك الكورية بإنشاء مشاريع خدمية وبنى تحتية في المنطقة.